# 穀物片

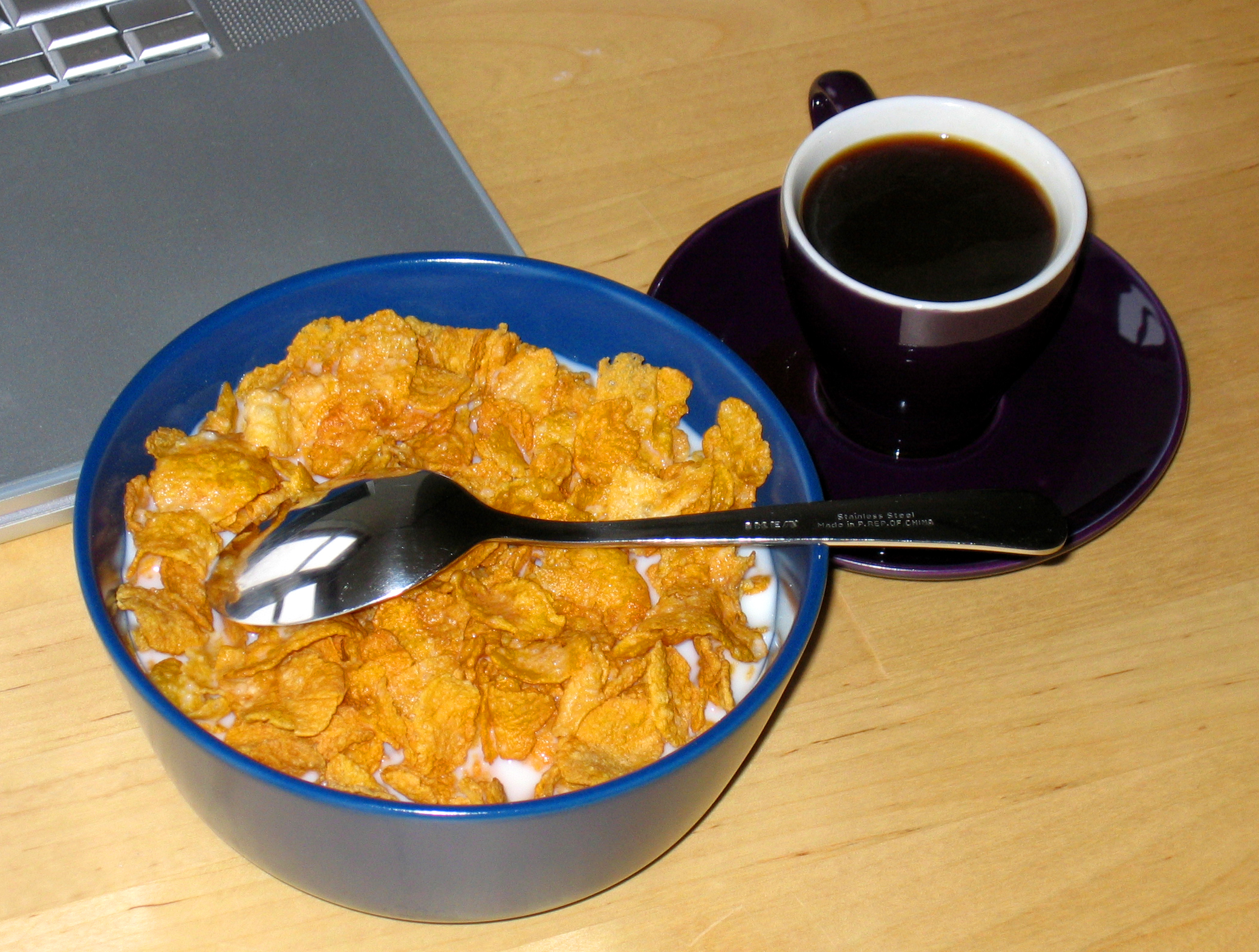
一碗配著牛奶的玉米片。

穀物片（英語：breakfast cereal），簡稱穀/麥片（英語：cereal），是一種由加工穀物製成的食品，並在某些飲食文化中為早餐通常的一部分。該食品經常被與水果、果汁、優格及牛奶混和食用。其常見種類有木斯里、玉米片等。此外，世界各地多種營養麥片都有添加維他命等營養素。現今，食品業界製造了大量含有高量糖分的麥片。